# پرسک
پرسک، روستایی از توابع بخش مرکزی شهرستان سلسله در استان لرستان ایران است.و در 15 کیلومتری شرق الشتر و در دامنه کوههای گرین واقع شده است. 
پرسک قدمتی به گذشته باستان دارد و دارای چندین آثار باستانی از جمله غار کاهدان میباشد، که در زبان محلی به آن اشکفت کیوُ میگویند (اشکفت به معنای غار و کیوُ به معنای کاهدان). همچنین درختان کهنسال چنار که جزءمکان زیارتی در شمال روستای پرسک و چشمه و غاری باستانی در کنار آن نیز از آثار بجای مانده از گذشتگان در پرسک میباشد
پرسک کلمه ای باستانی و به معنای منطقه ی پر از شکار میباشد و بر اساس روایت کهنسالان، در گذشته حیوانات زیادی همچون بز و میش کوهی، کل و غیره در این منطقه زیست نموده اند و شاید انتخاب نام پرسک برای این منطقه به همین دلیل بوده است.
شغل عمده ی مردم این روستا، کشاورزی،باغداری و دامپروری است. زنبورداری در سالهای اخیر در این روستا گسترش فراوانی یافته و عسل مرغوب این روستا به دیگر استانها صادر می شود. در سال 1396، در چهل و پنجمین کنگره ی بین‌المللی آپی موندیا در کشور ترکیه، عسل یکی از زنبورداران این روستا به نام آقایان "ماشااله حاجی" و "عادل حاجی" رتبه ی سوم و مدال برنز جهانی را به دست آورد.
از شهدای این روستا، سرهنگ "علی پرورش"، جانشین فرماندهی اطلاعات صابرین سپاه قدس و ملقّب به "چشمان عقاب" قابل ذکر است که در سوم مرداد 1390 در ارتفاعات قندیل کردستان به دست نیروهای پژاک به شهادت رسید.

## جمعیت
این روستا در دهستان هنام قرار دارد و براساس سرشماری مرکز آمار ایران در سال ۱۳۸۵، جمعیت آن ۴۳۶ نفر (۹۰خانوار) بوده‌است.